# Hitlerov kabinet
Hitlerov kabinet je sastav njemačke vlade od 30. siječnja 1933., kada je Adolf Hitler  izabran za kanelara, pa do travnja 1945. godine. Ova se vlada izvorno sastojala od koalicije NSDAP-a, koji tada još nije imao većinu u parlamentu, DNVP-a i još nekih desničarskih nezavisnih zastupnika u parlamentu.
No, podrška komunistima, koji su tada bili druga najjača stranka u Njemačkoj, pala je nakon paljenja Reichstaga 27. veljače 1933. i prijevremenih izbora održanih 5. ožujka 1933. Nakon tih su izbora NSDAP i DNVP imali dovoljno zastupničkih mjesta da dobiju većinu u parlamentu, no nakon odobravanja od strane parlamenta i potpisa predsjednika Hindenburga, Zakon o ovlastima iz 1933. omogućio je Hitleru preuzimanje diktatorskih ovlasti na 4 godine (mogao je donijeti bilo koji zakon bez odobrenja parlamenta) i tako je i dotadašnji koalicijski partner, DNVP, postao suvišan i time je izbačen iz vlade, a Hitler je i službeno postao Führer.

## Vlada
Hitlerov je kabinet doživio velik broj promjena tijekom 12 godina tijekom kojih je bio na vlasti. Izvorni kabinet sastojao se od 11 članova koji su bili iz NSDAP-a, DNVP-a i određenog broja nestranačkih ljudi. Kasnije su članovi kabineta bili uglavnom članovi NSDAP-a, s tim da su se pojavljivali i nestranački ljudi koje je Hitler smatrao kompatibilnima.